# Roman Bürki
Roman Bürki (Münsingen, 14 novembre 1990) è un calciatore svizzero, portiere e capitano del St. Louis City.

## Biografia
Ha anche un fratello minore Marco, anch'egli calciatore.
Prima delle partite è solito prendere il pallone tra le mani, come rituale scaramantico.

## Carriera

### Svizzera
Bürki ha iniziato la sua carriera nel 2007 con la squadra riserve del BSC Young Boys. Nel 2009 si è trasferito al FC Thun, e mezzo anno dopo al FC Schaffhausen. Nell'estate del 2010 è tornato al BSC Young Boys, e ancora mezzo anno dopo è stato ceduto al Grasshopper Club Zürich. Inizialmente è stato il portiere di riserva, successivamente il portiere titolare. È stato in prestito fino al 2013, quando il Grasshoppers ne ha acquistato i diritti.

### SC Friburgo
Il 24 maggio 2014, ha firmato un contratto con lo SC Friburgo.
Nella stagione 2014-15 della Bundesliga ha preso il posto di Oliver Baumann come portiere numero uno. Ha giocato in tutte e 34 le partite, pur non riuscendo a impedire alla squadra la retrocessione in 2. Bundesliga.

### Borussia Dortmund
Il 14 giugno 2015, ha firmato per il Borussia Dortmund. Ha fatto il suo debutto ufficiale per la squadra il 15 agosto 2015, in una vittoria per 4-0 contro il Borussia Mönchengladbach. Ha mantenuto 12 clean sheet in Bundesliga, disputando 33 partite. Nella stagione 2016-17, ha disputato 27 partite di campionato, mantenendo 9 clean sheet.
Nella stagione 2017-18, Bürki è diventato il primo portiere a mantenere cinque clean sheet nelle prime cinque partite di Bundesliga.

### St. Louis City SC
Il 16 marzo 2022, Bürki ha accettato un accordo che lo avrebbe mandato alla franchigia di espansione della Major League Soccer St. Louis City SC per la loro stagione inaugurale nel 2023. È il portiere più pagato nella lega e guadagnerebbe uno stipendio base di $1,5 milioni. Bürki ha giocato quattro partite per la squadra riserve St. Louis City SC 2 nel 2022 insieme ad altri futuri giocatori di St. Louis.
Il 20 febbraio 2023, Bürki è stato nominato il primo capitano nella storia dello St. Louis City SC. Sei giorni dopo arriva l'esordio ufficiale in MLS, nella vittoria per 3-2 contro l'Austin FC. La prima annata finisce con la vittoria nella Regular Season, e l'eliminazione nel primo turno dei Play-Off.

### Nazionale
Gioca la sua prima partita con la nazionale svizzera Under-21 a Varese il 10 agosto 2011 in occasione dell'amichevole contro l'Italia Under-21.
Viene convocato per gli Europei 2016 in Francia e per i Mondiali 2018 per fare da secondo a Yann Sommer.
Nel gennaio 2019, non volendo più fare la riserva di Sommer, decide di lasciare la nazionale.

## Statistiche

### Presenze e reti nei club
Statistiche aggiornate al 16 marzo 2022.
| Stagione                 | Squadra                  | Campionato               | Campionato | Campionato | Coppe nazionali | Coppe nazionali | Coppe nazionali | Coppe continentali | Coppe continentali | Coppe continentali | Altre coppe | Altre coppe | Altre coppe | Totale | Totale |
| Stagione                 | Squadra                  | Comp                     | Pres       | Reti       | Comp            | Pres            | Reti            | Comp               | Pres               | Reti               | Comp        | Pres        | Reti        | Pres   | Reti   |
| ------------------------ | ------------------------ | ------------------------ | ---------- | ---------- | --------------- | --------------- | --------------- | ------------------ | ------------------ | ------------------ | ----------- | ----------- | ----------- | ------ | ------ |
| 2007-2008                | Young Boys U-21          | PLC                      | 21         | -27        | -               | -               | -               | -                  | -                  | -                  | -           | -           | -           | 21     | -27    |
| 2008-2009                | Young Boys U-21          | PLC                      | 24         | -47        | -               | -               | -               | -                  | -                  | -                  | -           | -           | -           | 24     | -47    |
| Totale Young Boys U-21   | Totale Young Boys U-21   | Totale Young Boys U-21   | 45         | -74        |                 | -               | -               |                    | -                  | -                  |             | -           | -           | 45     | -74    |
| 2009-gen. 2010           | Thun                     | CL                       | 4          | -2         | CS              | 2               | -2              | -                  | -                  | -                  | -           | -           | -           | 6      | -4     |
| feb.-giu. 2010           | Sciaffusa                | CL                       | 9          | -9         | CS              | 0               | 0               | -                  | -                  | -                  | -           | -           | -           | 9      | -9     |
| 2010-gen. 2011           | Young Boys               | SL                       | 2          | -1         | CS              | 2               | -2              | UCL+UEL            | 1+1                | -2+ -2             | -           | -           | -           | 6      | -7     |
| gen.-giu. 2011           | Grasshoppers             | SL                       | 11         | -15        | CS              | 0               | 0               | UEL                | -                  | -                  | -           | -           | -           | 11     | -15    |
| 2011-2012                | Grasshoppers             | SL                       | 31         | -61        | CS              | 0               | 0               | -                  | -                  | -                  | -           | -           | -           | 31     | -61    |
| 2012-2013                | Grasshoppers             | SL                       | 34         | -29        | CS              | 4               | -4              | -                  | -                  | -                  | -           | -           | -           | 38     | -33    |
| 2013-2014                | Grasshoppers             | SL                       | 34         | -39        | CS              | 4               | -2              | UCL+UEL            | 2+2                | -2+ -2             | -           | -           | -           | 42     | -45    |
| Totale Grasshoppers      | Totale Grasshoppers      | Totale Grasshoppers      | 110        | -144       |                 | 8               | -6              |                    | 4                  | -4                 |             | -           | -           | 122    | -154   |
| 2014-2015                | Friburgo                 | BL                       | 34         | -47        | CG              | 2               | -2              | -                  | -                  | -                  | -           | -           | -           | 36     | -49    |
| 2015-2016                | Borussia Dortmund        | BL                       | 33         | -34        | CG              | 6               | -2              | UEL                | 3                  | 0                  | -           | -           | -           | 42     | -36    |
| 2016-2017                | Borussia Dortmund        | BL                       | 27         | -29        | CG              | 4               | -4              | UCL                | 8                  | -10                | SG          | 1           | -2          | 40     | -45    |
| 2017-2018                | Borussia Dortmund        | BL                       | 33         | -43        | CG              | 3               | -2              | UCL+UEL            | 6+4                | -13 + -5           | SG          | 1           | -2          | 47     | -65    |
| 2018-2019                | Borussia Dortmund        | BL                       | 32         | -40        | CG              | 1               | -1              | UCL                | 7                  | -6                 | -           | -           | -           | 40     | -47    |
| 2019-2020                | Borussia Dortmund        | BL                       | 31         | -40        | CG              | 0               | 0               | UCL                | 8                  | -11                | SG          | -           | -           | 39     | -51    |
| 2020-2021                | Borussia Dortmund        | BL                       | 19         | -28        | CG              | 1               | -1              | UCL                | 4                  | -1                 | SG          | -           | -           | 24     | -30    |
| 2021-2022                | Borussia Dortmund        | BL                       | 1          | -1         | CG              | -               | -               | UCL+UEL            | -                  | -                  | SG          | -           | -           | 1      | -1     |
| Totale Borussia Dortmund | Totale Borussia Dortmund | Totale Borussia Dortmund | 176        | -215       |                 | 15              | -10             |                    | 40                 | -46                |             | 2           | -4          | 233    | -275   |
| 2023                     | St. Louis City           | MLS                      | 33+2       | -42 + -6   | USOC            | 0               | 0               | -                  | -                  | -                  | LC          | 1           | -4          | 36     | -52    |
| Totale carriera          | Totale carriera          | Totale carriera          | 413+2      | -534 + -6  |                 | 29              | -22             |                    | 46                 | -54                |             | 3           | -8          | 493    | -624   |

### Cronologia presenze e reti in nazionale
| Cronologia completa delle presenze e delle reti in nazionale ― Svizzera | Cronologia completa delle presenze e delle reti in nazionale ― Svizzera | Cronologia completa delle presenze e delle reti in nazionale ― Svizzera | Cronologia completa delle presenze e delle reti in nazionale ― Svizzera | Cronologia completa delle presenze e delle reti in nazionale ― Svizzera | Cronologia completa delle presenze e delle reti in nazionale ― Svizzera | Cronologia completa delle presenze e delle reti in nazionale ― Svizzera | Cronologia completa delle presenze e delle reti in nazionale ― Svizzera |
| Data                                                                    | Città                                                                   | In casa                                                                 | Risultato                                                               | Ospiti                                                                  | Competizione                                                            | Reti                                                                    | Note                                                                    |
| ----------------------------------------------------------------------- | ----------------------------------------------------------------------- | ----------------------------------------------------------------------- | ----------------------------------------------------------------------- | ----------------------------------------------------------------------- | ----------------------------------------------------------------------- | ----------------------------------------------------------------------- | ----------------------------------------------------------------------- |
| 18-11-2014                                                              | Breslavia                                                               | Polonia                                                                 | 2 – 2                                                                   | Svizzera                                                                | Amichevole                                                              | -2                                                                      | 59’                                                                     |
| 31-3-2015                                                               | Zurigo                                                                  | Svizzera                                                                | 1 – 1                                                                   | Stati Uniti                                                             | Amichevole                                                              | -1                                                                      |                                                                         |
| 9-10-2015                                                               | San Gallo                                                               | Svizzera                                                                | 7 – 0                                                                   | San Marino                                                              | Qual. Euro 2016                                                         | -                                                                       |                                                                         |
| 13-11-2015                                                              | Trnava                                                                  | Slovacchia                                                              | 3 – 2                                                                   | Svizzera                                                                | Amichevole                                                              | -3                                                                      |                                                                         |
| 3-6-2016                                                                | Lugano                                                                  | Svizzera                                                                | 2 – 1                                                                   | Moldavia                                                                | Amichevole                                                              | -1                                                                      |                                                                         |
| 10-10-2016                                                              | Andorra la Vella                                                        | Andorra                                                                 | 1 – 2                                                                   | Svizzera                                                                | Qual. Mondiali 2018                                                     | -1                                                                      |                                                                         |
| 1-6-2017                                                                | Neuchâtel                                                               | Svizzera                                                                | 1 – 0                                                                   | Bielorussia                                                             | Amichevole                                                              | -                                                                       |                                                                         |
| 27-3-2018                                                               | Basilea                                                                 | Svizzera                                                                | 6 – 0                                                                   | Panama                                                                  | Amichevole                                                              | -                                                                       |                                                                         |
| 8-6-2018                                                                | Lugano                                                                  | Svizzera                                                                | 2 – 0                                                                   | Giappone                                                                | Amichevole                                                              | -                                                                       |                                                                         |
| Totale                                                                  |                                                                         | Presenze                                                                | 9                                                                       |                                                                         | Reti                                                                    | -8                                                                      |                                                                         |

## Palmarès

### Club

#### Competizioni nazionali
- Coppa Svizzera: 1

Grasshoppers: 2012-2013
- Coppa di Germania: 2

Borussia Dortmund: 2016-2017, 2020-2021
- Supercoppa di Germania: 1

Borussia Dortmund: 2019

### Individuale
- Miglior portiere della Major League Soccer: 1

2023
- MLS Best XI: 1

2023